# Hemstal
Hemstal (luxembourgeois : Hemstel) est une section de la commune luxembourgeoise de Bech située dans le canton d'Echternach.